# مسیه ۸۰

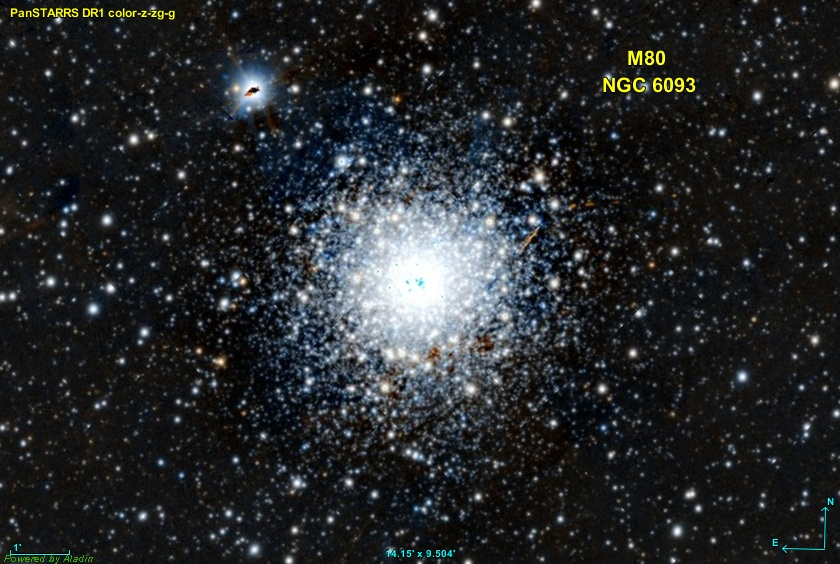
تصویری از خوشه ستاره ای مسیه ۸۰

مسیه ۸۰(به انگلیسی: Messier 80) یا ان‌جی‌سی ۶۰۹۳ یک خوشه ستاره‌ای کروی در صورت فلکی کژدم است که فاصله آن از زمین بیست وهفت هزار سال نوری و قدر ظاهری آن ۸.۵ است.